# Claude Gillot

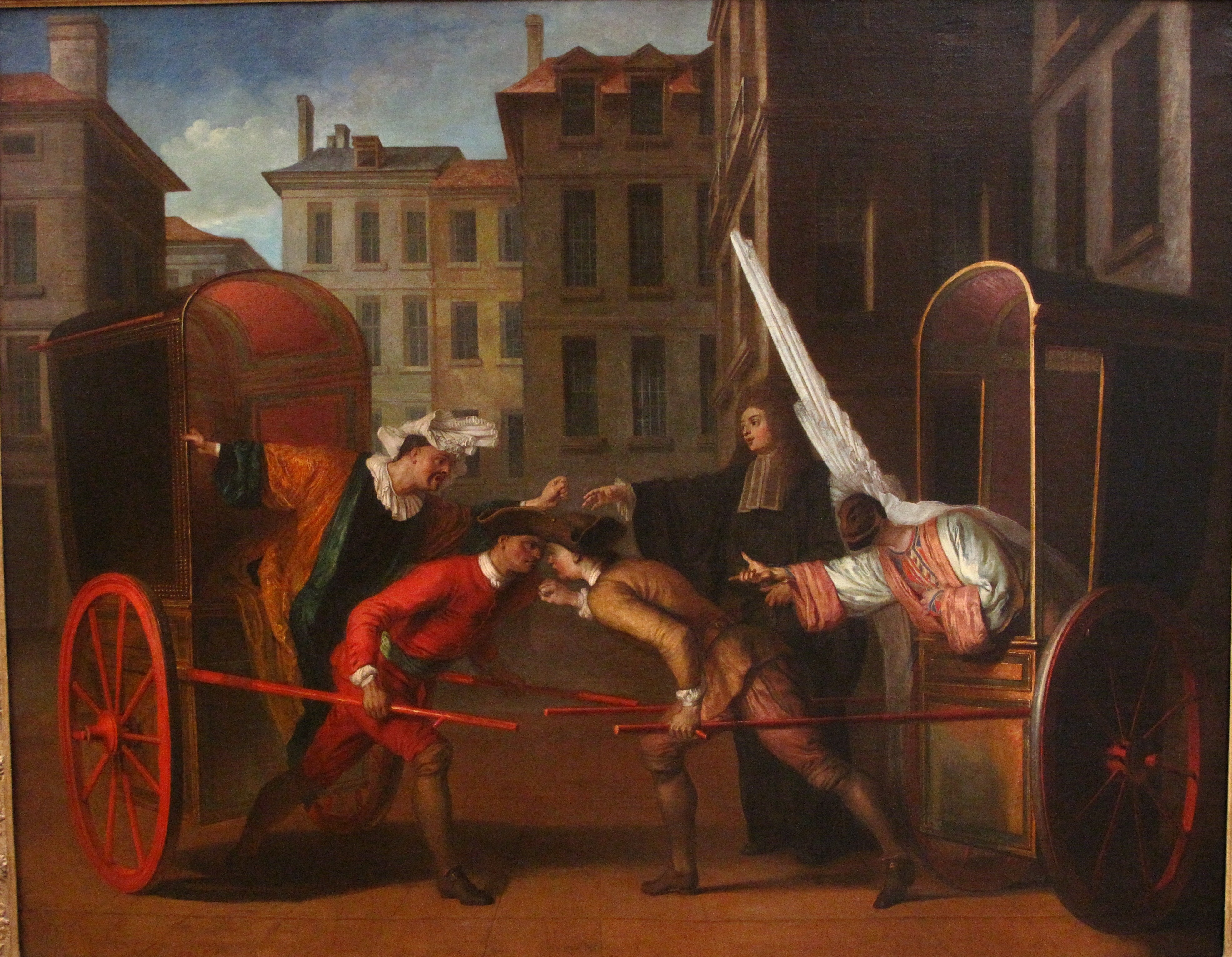
Les Deux Carrosses, 1707, Louvre, Parijs

Claude Gillot (Langres, 27 april 1673 - Parijs, 4 mei 1722) was een Frans kunstschilder, graveur en decorateur.
Gillot was een leerling van Jean-Baptiste Corneille en vervaardigde voornamelijk genrestukken voor de gefortuneerden en taferelen van tuinfeesten, maskerades en balletten, met een voorkeur voor de commedia dell'arte. Op zijn beurt werd hij de leermeester van Jean Antoine Watteau. In 1715 werd hij lid van de Académie royale.
Gillot ontwierp tevens toneeldecors en -kostuums. Hij was de eerste kunstenaar die scènes uit toneelvoorstellingen schilderde. Als etser heeft hij grote invloed gehad op de ontwikkeling van de grafiek in Frankrijk.